# Charles Frédéric Dubois
Charles Frédéric Dubois (por vezes Charles-Frederick) foi um  naturalista belga, nascido a 28 de maio de 1804 em Barmen (hoje Wuppertal) é falecido a 12 de Novembro de 1867 em Bruxelas.
É reconhecido sobretudo por ser autor das obras Planches colorées des oiseaux de l’Europe e Catalogue systématique des Lépidoptères de la Belgique.